# Chrysopa meyeri
Chrysopa meyeri is een insect uit de familie van de gaasvliegen (Chrysopidae), die tot de orde netvleugeligen (Neuroptera) behoort. 
Chrysopa meyeri is voor het eerst wetenschappelijk beschreven door Handschin in 1936.